# ザ・スイッチ (2020年の映画)
『ザ・スイッチ』（原題:Freaky）は、2020年のアメリカ合衆国のスラッシャー・コメディ映画。監督はクリストファー・B・ランドン、主演はヴィンス・ヴォーンとキャスリン・ニュートン。アメリカほか数カ国で、2020年11月13日の金曜日に劇場で公開された。

## ストーリー
バーニー・ギャリスは凶暴な殺人鬼であり、「ブリスフィールド・ブッチャー」の通り名で恐れられていた。そんなある日、バーニーが女子高校生（ミリー）を襲撃したところ、凶器に秘められていた魔力が突然解放され、2人の中身が入れ替わってしまった。ミリーは自分が50代の男性の肉体、しかも、指名手配中の殺人鬼の肉体と入れ替わったのを知り慌てふためいたが、バーニーの方は「これで警察に追われることなく殺しができる。こいつのクラスメートで死体の山を築いてやる」と大喜びしていた。
しばらくして、ミリーはバーニーから肉体を取り戻すべく友人（ナイラとジョシュ）の協力を取り付けたが、彼女に残された時間は24時間も残されてはいなかった。

## キャスト
バーニー・ギャリス / ブリスフィールド・ブッチャー
演 - ヴィンス・ヴォーン、日本語吹替 - 江原正士
ブリスフィールドで都市伝説となっているシリアルキラー。背が高く、とてつもない怪力の持ち主。
被害者の家から盗んだホッケーマスクを着けている。その家で見つけた「ラ・ドーラ」という神秘的な剣を持ち出し、ミリーを襲うことにより入れ替わりの呪いを受ける。
ミリー・ケスラー
演 - キャスリン・ニュートン、日本語吹替 - 大地葉
ブリスフィールド・バレー高校に通う高校生で、高校のアメフトチーム「ビーバーズ」のチアガール。
消極的で格好も地味なため、同級生からいじめを受けている。ブッカーに思いを寄せている。ブッチャーと入れ替わり、高校で殺戮を開始する。
コーラル・ケスラー
演 - ケイティ・フィナーラン、日本語吹替 - 八十川真由野
ミリーの母親。未亡人。夫が亡くなってから飲酒量が増え、ミリーに対して非常に過保護となった。
シャーリーン・ケスラー
演 - デイナ・ドゥロリ、日本語吹替 - 森なな子
ミリーの姉で保安官。最近のコーラルの堕落とミリーに対する過保護ぶりに呆れ、度々反発している。指名手配のブッチャーを追う。
ナイラ・ショーンズ
演 - セレステ・オコナー、日本語吹替 - 泊明日菜
ミリーの同級生で友人。ブッチャーと入れ替わったミリーを元に戻すため、行動を共にする。
ジョシュ・デトマー
演 - ミシャ・オシェロヴィッチ、日本語吹替 - 橘龍丸
ミリーの同級生で友人。ナイラと同じく、ミリーと行動を共にする。ゲイ。
ベルナルディ先生
演 - アラン・ラック、日本語吹替 - 花田光
高校の図工工作の教師。優等生びいき。遅刻の常習であるミリーに対して、様々な理由を付けて生徒たちの前で度々叱責を浴びせ追い詰める。
ブッカー・ストロード
演 - ユリア・シェルトン、日本語吹替 - バトリ勝悟
ミリーの同級生。アメフトチーム「ビーバーズ」の一員。図工工作ではミリーの隣の席で、彼女が好意をもっている男子。
ライラー
演 - メリッサ・コラーゾ、日本語吹替 - 田辺留依
ミリーの同級生。取り巻きを引き連れ、ミリーに対して言葉による精神的ないじめを行っている。口が軽く、すぐSNSで拡散する。
サンドラ
演 - エミリー・ホルダー、日本語吹替 - 山口立花子
ミリーの同級生。ジニーの屋敷でブッチャーに便座で頭を潰される。
ジニー
演 - ケリー・ラモア・ウィルソン、日本語吹替 - 川上ゆき
ミリーの同級生。両親が大富豪で、よく自宅に男を連れ込んでいる。自宅でブッチャーに串刺しにされる。
エヴァン
演 - ミッチェル・フーグ、日本語吹替 - 梶川翔平
ミリーの同級生。ジニーの屋敷でブッチャーにテニスラケットを頭に突き刺される。
アイザック
ジニーの屋敷でブッチャーにワインボトルを喉に突っ込まれる。
ダニエルズ
演 - アロンゾ・ウォード、日本語吹替 - 真木駿一
ミリーと顔見知りの、犬を散歩させている男性。
フィル
演 - マグナス・ディール、日本語吹替 - 渡部俊樹
ミリーの同級生。ゲイでジョシュに強引にキスする。
ブレット
演 - エズラ・ジェブ・セクストン、日本語吹替 - 三瓶雄樹
ミリーの同級生。ブッチャーに入れ替わったミリーに迫る。

## スタッフ
- 監督 - クリストファー・B・ランドン
- 脚本 - クリストファー・B・ランドン、マイケル・ケネディ
- 製作 - ジェイソン・ブラム、アダム・ヘンドリックス
- 製作総指揮 - 	ザック・ロック、グレッグ・ギルレス
- 撮影監督 - ローリー・ローズ（英語版）
- プロダクションデザイナー - ヒラリー・アンデューヤ
- 編集 - ベン・ボードゥイン
- 衣裳デザイン - ホイットニー・アン・アダムズ
- 音楽 - ベアー・マクレアリー

日本語版スタッフ
- 字幕翻訳 - 種市譲二
- 吹替翻訳 - 税田春介
- 吹替翻訳 - 高橋正浩
- 吹替翻訳 - ニュージャパンフィルム

## 製作
2019年8月、クリストファー・B・ランドン監督の新作映画にヴィンス・ヴォーンとキャスリン・ニュートンが出演することになった。プロットの詳細が明かされていなかったこともあり、「ランドン監督は『スクリーム』のリブート版の製作を進めている可能性がある」と報じるメディアがでたため、監督は「『フリーキー・フライデー』に触発されたオリジナル作品を作るつもりです」と述べ、そうした憶測を打ち消した。10月、ユリア・シェルトン、アラン・ラック、ケイティ・フィナーラン、セレステ・オコナー、ミシャ・オシェロヴィッチがキャスト入りした。

### 撮影・音楽
本作の主要撮影は2019年10月21日にジョージア州で始まり、同年12月12日に終了した。2020年9月10日、ベアー・マクレアリーが本作で使用される楽曲を手がけるとの報道があった。

## マーケティング・興行収入
2020年9月10日、本作のオフィシャル・トレイラーが公開された。10月8日、本作はビヨンド・フェストでプレミア上映された。27日、「Slaughterhouse」と題された予告編が公開された。11月13日、本作は全米2472館で封切られ、公開初週末に360万ドルを稼ぎ出し、週末興行収入ランキング初登場1位となった。
当初、本作は2021年1月15日に日本で公開される予定だったが、新型コロナウイルスの流行が拡大していることを受けて、1月8日、配給元の東宝東和は本作の公開延期を発表した。
2021年2月25日、新たな公開日が2021年4月9日に決定したことが発表された。

## 評価
本作は批評家から好意的に評価されている。映画批評集積サイトのRotten Tomatoesには199件のレビューがあり、批評家支持率は83%、平均点は10点満点で6.8点となっている。サイト側による批評家の見解の要約は「女子高生と中年男性が入れ替わるという設定を活かしたスラッシャー映画である。ホラーとコメディの間を自在に行き来することで、『ザ・スイッチ』は他では見られない面白さを出すことに成功した。」となっている。また、Metacriticには37件のレビューがあり、加重平均値は66/100となっている。なお、本作のCinemaScoreはB-となっている。

## 続編の可能性
2020年11月11日、ランドン監督は自身のTwitterで「『ハッピー・デス・デイ』と『ザ・スイッチ』は同じDNAを共有していますので、ミリーとツリーが出会う日が来るかもしれません」と述べた。また、プロデューサーのジェイソン・ブラムも本作の続編を作ることに関心を示している。